# Кун, Николай Альбертович
Никола́й Альбе́ртович Кун (21 мая 1877, Москва — 28 октября 1940 или 28 февраля 1940, Черкизово, Московская область) — русский историк, писатель, педагог; автор популярной книги «Легенды и мифы Древней Греции», выдержавшей множество изданий на языках народов бывшего СССР и основных европейских языках, профессор МГУ.

## Биография
Отец, Альберт Францевич, был человек образованный, увлекался наукой, хорошо знал русскую культуру; имел немецкие и англо-шотландские корни. Мать, Антонина Николаевна, — из дворянского рода Игнатьевых, была очень способной пианисткой, ученицей Рубинштейна и Чайковского.
После окончания в 1903 году с дипломом первой степени и престижной премией им. Сазиковой за реферат, историко-филологического факультета Московского университета, его оставляли при университете, но из-за участия его в студенческом движении представление не было утверждено попечителем Московского учебного округа и он начал работать в Тверской женской учительской семинарии им. П. П. Максимовича. В 1905 году работал в Берлинском университете у профессора Мейера и в музее народоведения. В конце 1906 года вернулся в Тверь; был избран председателем совета Тверского частного реального училища. С открытием в Твери Народного университета в январе 1907 года читал в нём лекции по истории культуры.
В 1908 году был избран профессором всеобщей истории московских Высших женских педагогических курсов Д. И. Тихомирова, где читал лекции до закрытия курсов в 1918 году. Одновременно читал лекции в Московском обществе народных университетов, преподавал историю в учебных заведениях Москвы (в 1915 году по данным ежегодника «Вся Москва» преподавал в гимназии им. Г. Шелапутина).
В 1911—1912 годах руководил экскурсиями российских учителей в Риме, читал лекции в римских музеях по истории античного искусства, римского Форума, Палатина. С 1915 года — профессор Московского городского университета им. А. Л. Шанявского по кафедре истории религий. С 1916 года он — профессор Нижегородского городского народного университета.
С 1920 года Н. А. Кун — профессор факультета общественных наук Московского государственного университета. Одновременно преподавал историю культуры в 1-м Московском педагогическом институте (1918—1925). В 1920-х годах Н. А. Кун преподавал также в Московском государственном музыкальном техникуме им. Римского-Корсакова, так называемой «Народной консерватории», в поселке Черкизове.
С 1935 года и до конца жизни состоял профессором МИФЛИ.
С 1933 года был редактором отдела древней истории Большой советской энциклопедии и Малой советской энциклопедии, написал несколько сотен статей и заметок.
Женат Н. А. Кун был на Елене Францевне Роупер (1871—1961). Она происходила из англо-шотландского рода. Будучи двенадцатым ребёнком в семье, Елена Францевна жила с престарелыми родителями; вела обширную деловую переписку своего отца на английском, французском и немецком языках. Брак с начинающим учёным оказался не по душе родителям Елены Францевны, и они пригрозили ей лишением наследства. Перед бракосочетанием Елена Францевна перешла из англиканской церкви в православие, и на следующий день после тайного венчания молодые супруги вместе написали отказ от наследства.
Последние годы Н. А. Кун провёл на даче в Черкизовском парке. Умер он перед чтением своего доклада «Возникновение культа Сераписа и религиозная политика первых Птолемеев», ставшего его последней работой.
Похоронен на Черкизовском кладбище, где ранее были похоронены его дети: Антонина (1908—1924), утонувшая в реке, Евгения (1902—1930), умершая от туберкулёза, Ипполит (1903—1932), скончавшийся от полученной травмы и Николай (1911—1942), умерший вследствие контузии, полученной на фронте.

## Научное наследие
Издал перевод «Писем тёмных людей» (1907), написал книги «Сказки африканских народов» (1910), «Магомет и магометанство» (1915), «Италия в 1914 г.» (1915), два тома «Сказки цыган» (1921 и 1922), «Предшественники христианства (восточные культуры в Римской империи)» (1922), «Первобытная религия» (1922), «Сказки народов островов Великого океана» (1922). 
Наибольшей известностью до сих пор пользуется книга, написанная в 1914 году «для учениц и учеников старших классов средних учебных заведений, а также для всех тех, кто интересуется мифологией греков и римлян». Под своим первоначальным названием «Что рассказывали древние греки и римляне о своих богах и героях» книга была издана в 1922 году, 1937 и 1940 году. Здесь он переводит множество мифов Древней Греции первым в России и вторым в мире (до него существовал перевод на французский композитором, пианистом, органистом, педалистом, скрипачом, теоретиком, педагогом, литератором, философом и языковедом XIX века Шарлем Валантеном Альканом, но, к сожалению, большая часть этого труда утеряна и сохранилась лишь в виде эпиграфов и произведений, в которых Алькан их воплотил). После 1940 года (последнее прижизненное издание подписано к печати 17 сентября 1940 года) она неоднократно переиздавалась массовыми тиражами, но уже с внесенными изменениями под названием «Легенды и мифы Древней Греции».
Значительный объём материалов из архива Н. А. Куна в 1989 году был передан его внучкой, Инной Ипполитовной Кун-Немировской, в независимый общественный центр документации «Народный архив».